# Biblia hebraica
Biblia Hebraica (en llatí, "Bíblia Hebrea") és la Sagrada Escriptura del judaisme (és a dir, gairebé tot l'Antic Testament per als cristians) editada per Rudolf Kittel a Leipzig l'any 1905. Usualment per les tres primeres edicions de la Biblia Hebraica de Kittel es fa servir l'abreviació BH. A partir de la quarta es comença a anomenar Biblia Hebraica Stuttgartensia (abreviat BHS), i reporta no poques novetats. És una edició duta a terme per cristians, però avui en dia és l'edició crítica més usada i important fins i tot en el món jueu
És una edició diplomàtica, és a dir, que el text segueix fidelment un sol manuscrit, el manuscrit B 19A de la Biblioteca Pública de San Petersburg (més conegut com a Codex Leningradensis). De tota manera, es parla d'edició crítica perquè, al peu de pàgina, Kittel comenta les variants que trobà en el text, ajudat sobretot de les obres anteriors de Kennikott i de De Rossi.
També són conegudes com a Biblia hebraica els exemplars històrics del Tanakh, entre els quals hi ha les diferents bíblies hebraiques catalanes